# جان آلموند (بازیکن فوتبال)
جان آلموند (انگلیسی: John Almond; ۲۱ نوامبر ۱۹۱۵ – 1993 (aged 78)) بازیکن فوتبال اهل بریتانیا بود.
از باشگاه‌هایی که در آن بازی کرده‌است می‌توان به باشگاه فوتبال استوک سیتی، باشگاه فوتبال پرسکوت کابلس، باشگاه فوتبال ترانمره راورز، و باشگاه فوتبال شروزبری تاون اشاره کرد.